# Toshio Hirano

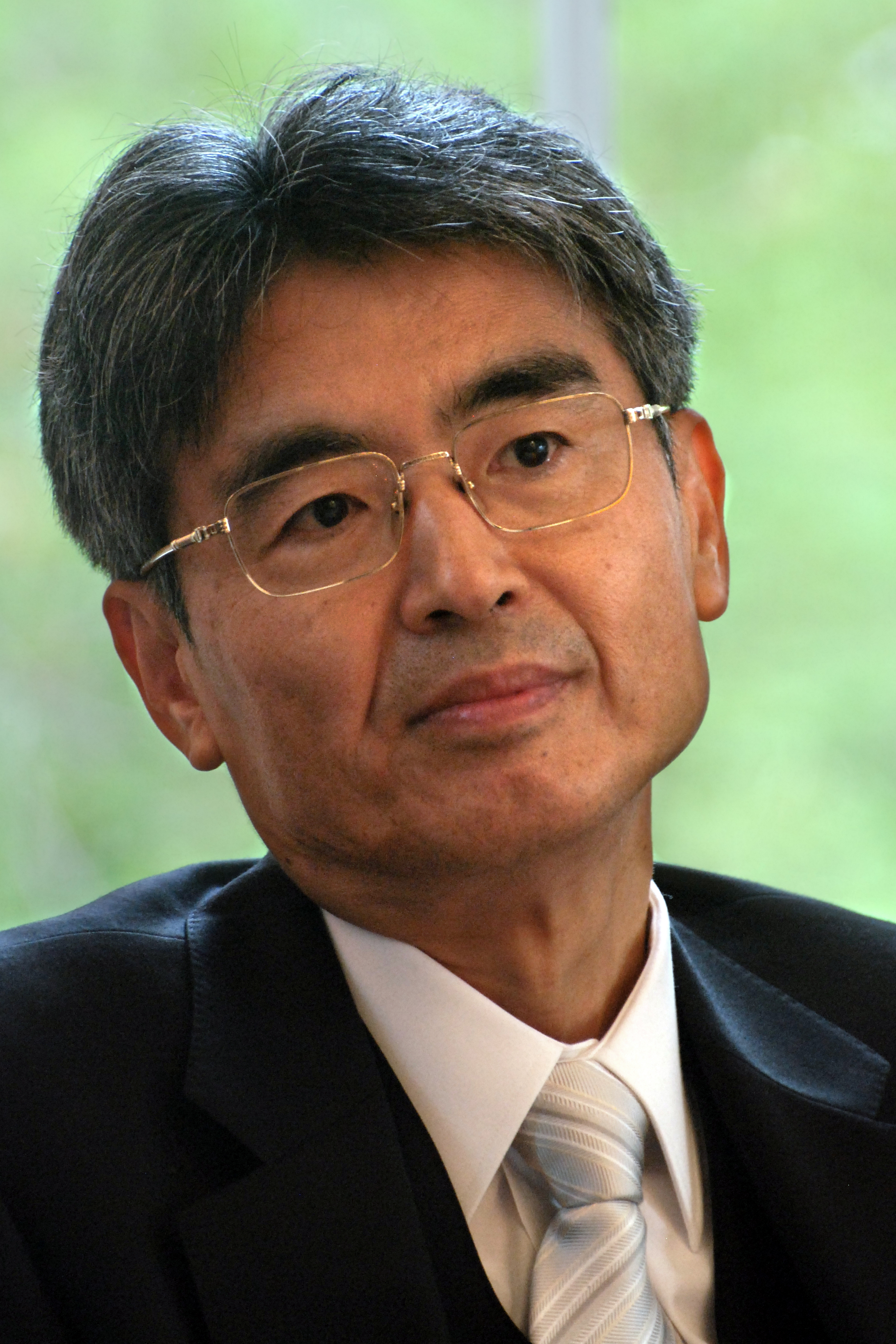
Toshio Hirano

Toshio Hirano (jap. 平野 俊夫, Hirano Toshio; * 7. April 1947 in der Präfektur Osaka) ist ein japanischer Immunologe. Er ist bekannt für die Entdeckung von Interleukin-6.

## Werdegang
Hirano studierte Medizin an der Universität Osaka mit dem Abschluss 1972. Ab 1980 war er Assistenzprofessor an der Universität Kumamoto und ab 1984 Assistenzprofessor und ab 1989 Professor am Institut für Molekularbiologie und Zellbiologie der Universität Osaka. 2004 wurde er dort Dekan der Graduate School for Frontier Bioscience und 2008 der Graduate School of Medicine. Seit 2011 ist er der Präsident der Universität Osaka.
Außerdem ist er Gruppenleiter am Laboratory for Cytokine Signaling am RIKEN Yokohama Institute Research Center for Allergy and Immunology.
Er forscht an der Rolle verschiedener Signalstoffe bei der Entstehung von Autoimmunkrankheiten und Allergien. 1986 klonte er mit seiner Gruppe Interleukin 6 und untersuchte danach verschiedene molekulare Prozesse, die mit diesem Botenstoff des Immunsystems verbunden sind, zum Beispiel STAT3 (Signal Transducer and Activator of Transcription 3), Proteine der Gab-Familie und Zink-transportierender Proteine. Sie untersuchen auch die Rolle von Zink über das Immunsystem hinaus als neuen Second Messenger in der Entwicklung und bei Krebs-Metastasen.
Er wurde mit zahlreichen Preisen ausgezeichnet, unter anderem erhielt er 2009 den Crafoord-Preis und 2011 den Japan-Preis. Seit 2021 zählt ihn der Medienkonzern Clarivate aufgrund der Zahl seiner Zitierungen zu den Favoriten auf einen Nobelpreis (Clarivate Citation Laureates).